# Гриф білоголовий
Гриф білоголовий (Trigonoceps occipitalis) — вид яструбоподібних птахів родини яструбових (Accipitridae). Це єдиний представник монотипового роду Білоголовий гриф (Trigonoceps).

## Опис
Довжина тіла становить 75-80 см, довжина крила: 60-65 см, маса: 3 - 5 кг. Розміром і виглядом схожий на африканського грифа, але на відміну від останнього не одноколірний, а двоколірний — бурий з білим. Кінець дзьоба червоний.
На відміну від більшості грифів Африки, поселень людини уникає. Поширений в Африці на південь від Сахари.
Будує гнізда на деревах. Харчується падаллю, пташенятами, ящірками, комахами та хворими тваринами.

## Галерея

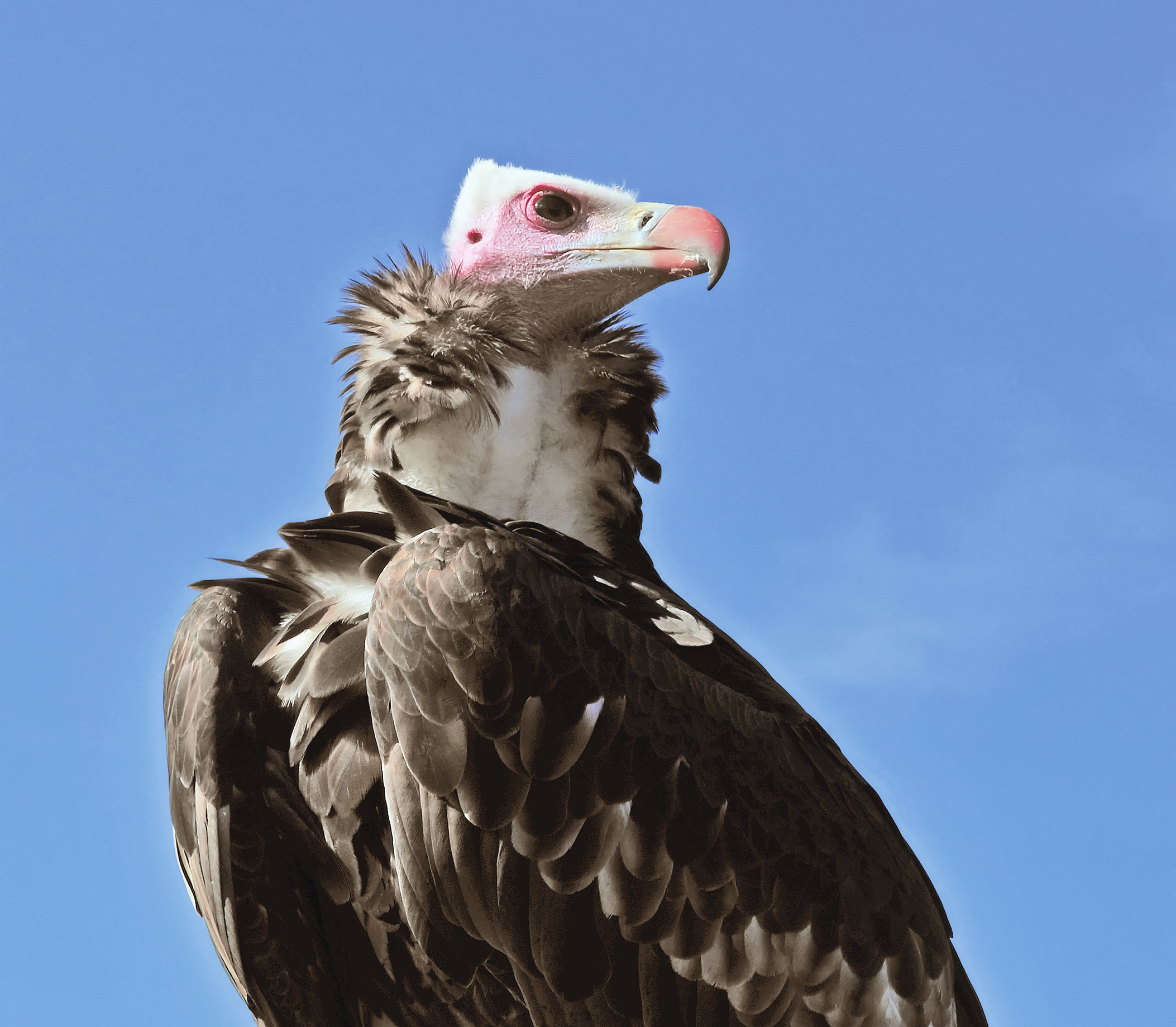
Білоголовий гриф
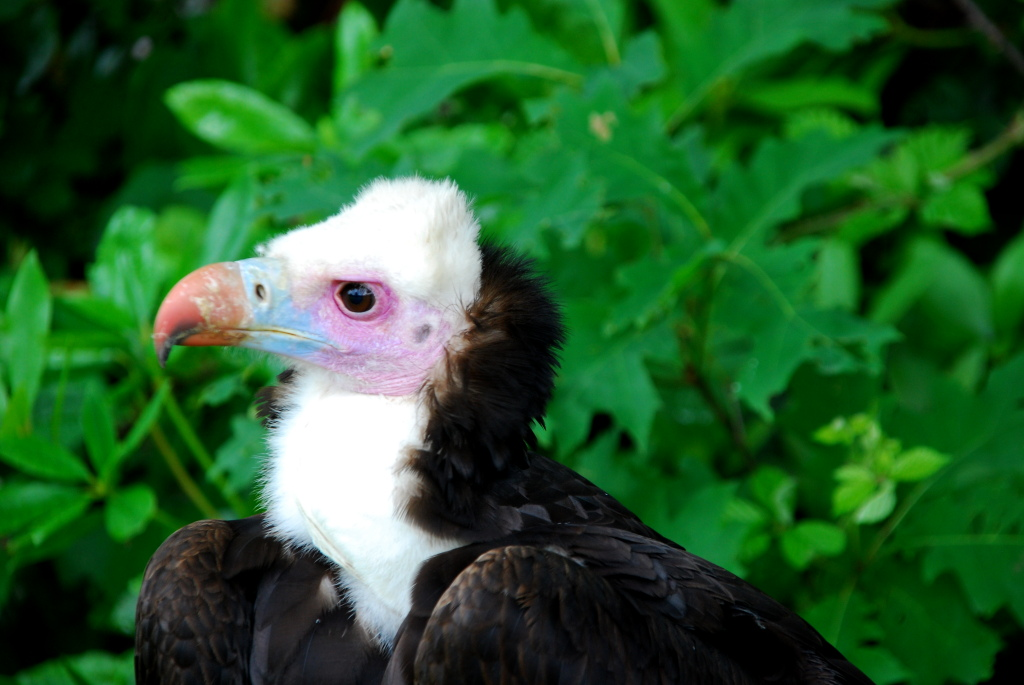
Портрет
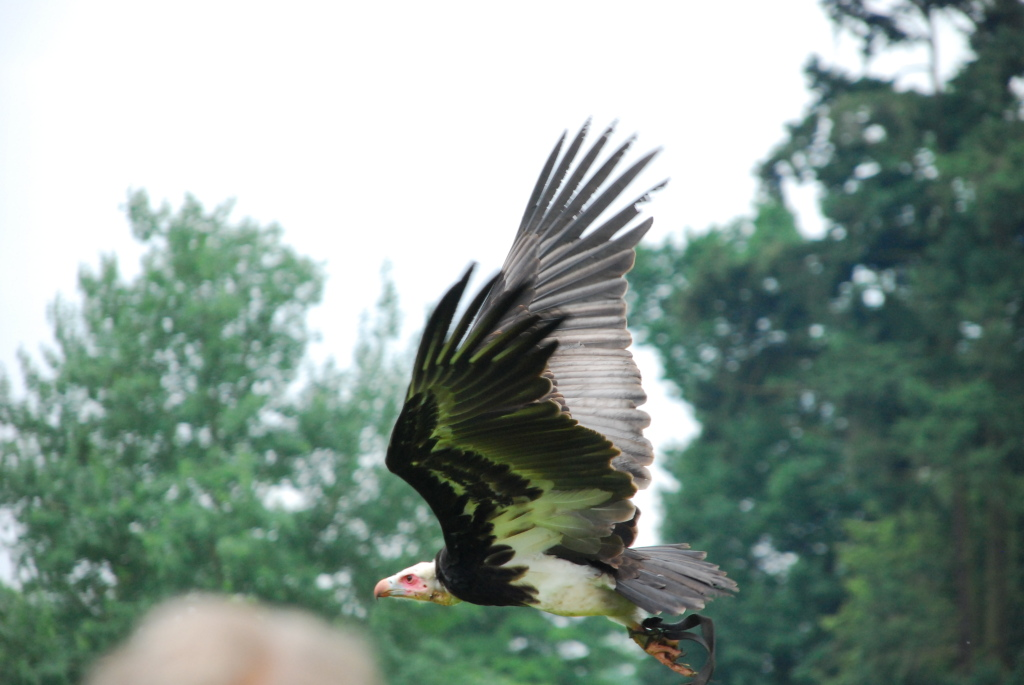
В польоті
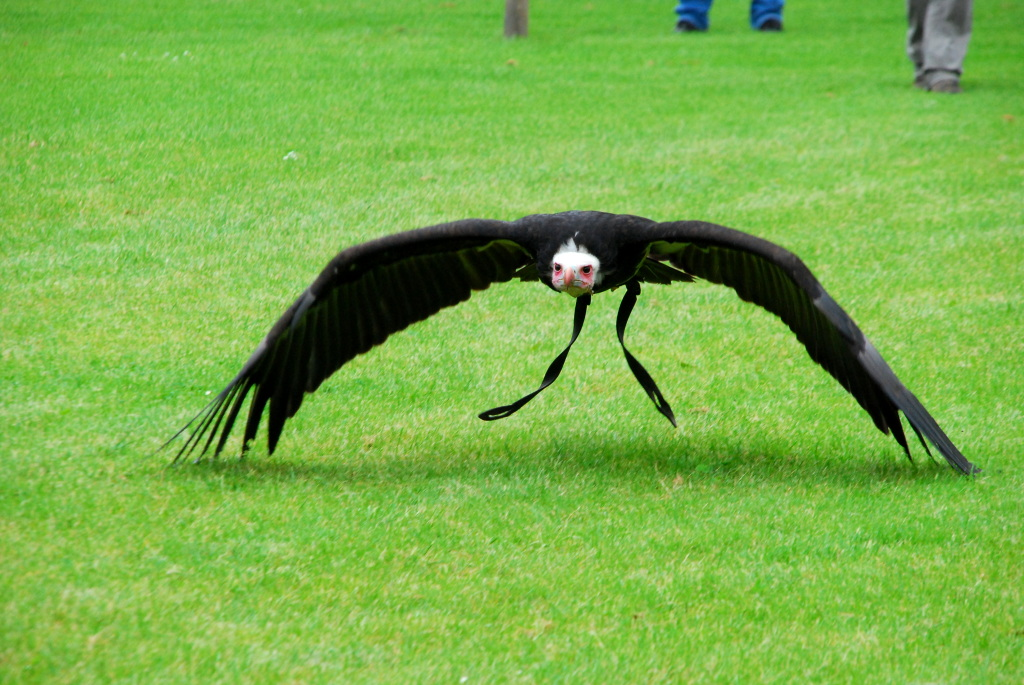
Приземлення